# Кричевская, Любовь Яковлевна
Любо́вь Я́ковлевна Криче́вская (? — около 1865) — русская поэтесса и писательница, уроженка Змиевского уезда Харьковской губернии. Двоюродная сестра украинского писателя Григория Квитки-Основьяненко.
Писала на русском языке.
Помещала свои стихотворения в «Украинском вестнике» за 1816 и 1817 года, издававшемся в Харькове:
- «Мои свободные минуты» (1817),
- «Исторические анекдоты» (1826),
- «Нет добра без награды» (драма, 1826)

и две повести (1827 и 1837).